# بسته شکر

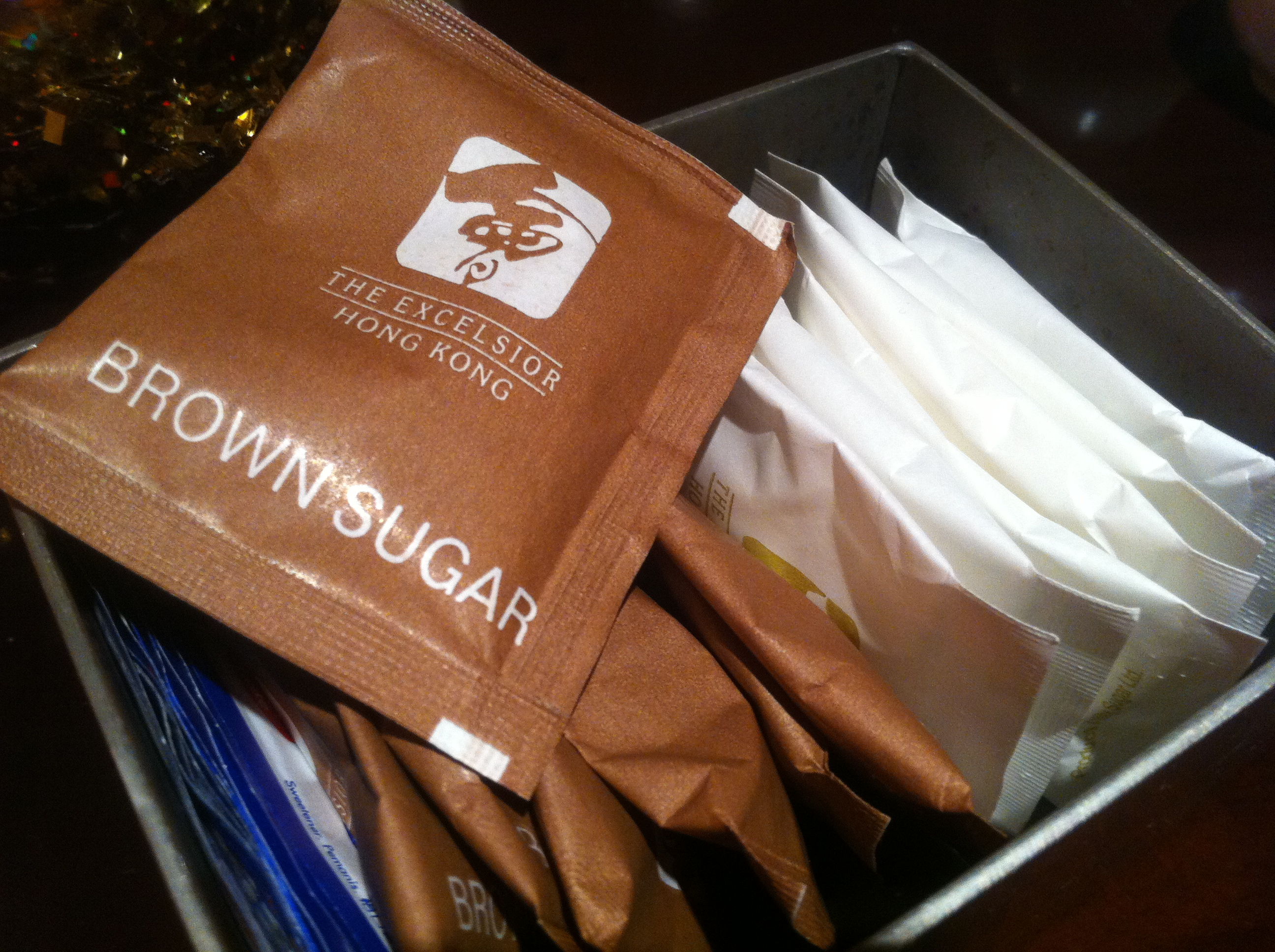
بسته‌های شکر قهوه ای و سفید

بسته شکر یا شکر بسته بندی شده روشی برای ارائه یک وعده از شکر یا شیرین کننده‌های دیگر است. بسته‌های شکر معمولاً در رستوران‌ها، قهوه‌خانه‌ها، و چای خانه، به علت پاکیزگی و بهداشت جایگزین کاسه شکر یا شکر پاش شده‌است.